# Tosca (ópera)
Tosca es una ópera en tres actos, con música de Giacomo Puccini y libreto en italiano de Luigi Illica y Giuseppe Giacosa. Fue estrenada con éxito en Roma, el 14 de enero de 1900, en el Teatro Costanzi. El texto de la obra está basado en un intenso drama, La Tosca, de Victorien Sardou, presentado en París en 1887, donde actuaba la gran actriz Sarah Bernhardt.
Tosca es considerada una de las óperas más representativas del repertorio verista italiano, por su intensidad dramática y por contener algunas de las arias más bellas del repertorio. El argumento combina amor, intriga, violencia, pasión y muerte. Junto a Madama Butterfly y La bohème, integra el trío de óperas más conocidas de Puccini.
Musicalmente, la obra se mantiene en el estilo desarrollado por Puccini hasta el momento: continuidad del discurso musical, roto apenas por una o dos arias. Las escenas más impactantes son el Te Deum del final del primer acto, y las arias Vissi d'arte (para Tosca) y E lucevan le stelle (para Mario). Dramáticamente, el segundo acto es de una intensidad inigualada por otra obra de Puccini.
La acción transcurre en Roma, el 14 de junio de 1800, cuando Napoleón vence a los austríacos al mando del general Michael von Melas en la batalla de Marengo.

## Composición
La obra de teatro de Victorien Sardou fue estrenada en París en 1887, y Puccini tuvo ocasión de asistir a la presentación en Milán, con la célebre actriz Sarah Bernhardt en el papel protagónico.
Puccini pidió inmediatamente a su editor, Giulio Ricordi, que adquiriera los derechos sobre la obra, pero estos fueron vendidos al compositor Alberto Franchetti en 1893. Illica comenzó inmediatamente con la creación del libreto. También Giuseppe Verdi quedó fascinado con la obra, pero no quiso componer una ópera ya que no era de su agrado el desenlace de ésta.
Después de algunos meses, Franchetti aceptó que no estaba en condiciones de componer la música para esta obra, y Ricordi le pidió a Puccini hacerlo.
Si bien inicialmente Puccini se mostró ofendido, Verdi intercedió para convencerlo. Puccini comenzó a componer la ópera en 1896, tras haber terminado La bohème.
Ricordi encomendó a Giacosa trabajar junto a Luigi Illica en el libreto. En octubre de 1899, luego de tres años de difícil colaboración y de varias disputas entre los libretistas, y también Puccini y Sardou, la ópera fue concluida y se estrenó en el Teatro Costanzi de Roma, en medio de gran expectativa y con gran éxito. Actualmente, Tosca es una de las óperas más destacadas del repertorio operístico estándar y figura como la número 6 en la lista de Operabase de las óperas más representadas en todo el mundo para el período 2005-2010.

## Contexto histórico
A finales del siglo XVIII, Napoleón invadió el norte de Italia después de combatir con el ejército austríaco, y llevó a ese país las ideas de la Revolución Francesa, instaurando una república. Estas ideas se difundieron rápidamente por toda la península, incluso en los estados pontificios, instaurando también allí una república.
Cuando el ejército napoleónico marcha a Egipto, su ausencia es aprovechada por los austriacos y los realistas, y se disuelven las repúblicas, restaurando las monarquías, tanto en el norte como en Roma, y los republicanos son ferozmente perseguidos.
Mientras tanto, Napoleón vuelve a Francia e inicia una nueva campaña en Italia, enfrentándose al ejército austriaco en la batalla de Marengo el 14 de junio de 1800.
Napoleón resulta vencedor de esa batalla. Sin embargo, se produce un hecho curioso. Las primeras noticias que llegan a Roma dan por triunfadores a los austriacos, lo que da lugar a expresiones de júbilo entre las fuerzas reaccionarias que realizan diversos actos para festejar el triunfo. Al día siguiente llega la noticia del verdadero resultado de la batalla.
La obra de Sardou hace un uso dramático de este hecho histórico. El conflicto en Italia entre los republicanos y los realistas toma cuerpo en la persecución de Angelotti y Cavaradossi, ambos de ideas liberales, por parte de Scarpia, que es instrumento de la autocracia realista.
Si bien Puccini descarta algunos elementos del subargumento histórico de la obra de Sardou para concentrarse en el melodrama mismo, el conflicto político es el disparador de la acción dramática, y se incluyen referencias al equívoco del resultado de la contienda, así como el brillante "Te Deum" del final del primer acto para conmemorar la supuesta derrota de Napoleón.

## Personajes
| Personaje                                                                                   | Tesitura   | Elenco del estreno, 14 de enero de 1900 (Director: Leopoldo Mugnone) |
| ------------------------------------------------------------------------------------------- | ---------- | -------------------------------------------------------------------- |
| Floria Tosca, cantante                                                                      | soprano    | Hariclea Darclée                                                     |
| Mario Cavaradossi, pintor                                                                   | tenor      | Emilio De Marchi                                                     |
| Barón Scarpia, jefe de la policía                                                           | barítono   | Eugenio Giraldoni                                                    |
| Cesare Angelotti, excónsul de la República Romana                                           | bajo       | Ruggero Galli                                                        |
| Spoletta, agente de policía                                                                 | tenor      | Enrico Giordano                                                      |
| Sciarrone, policía                                                                          | bajo       | Giuseppe Gironi                                                      |
| Un sacristán                                                                                | bajo buffo | Ettore Borelli                                                       |
| Un carcelero                                                                                | bajo       | Aristide Parassani                                                   |
| Un pastor                                                                                   | voz blanca | Angelo Righi                                                         |
| Soldados, agentes de policía, monaguillos, nobles caballeros y damas, ciudadanos, artesanos |            |                                                                      |

## Argumento

### Acto I - Iglesia Sant'Andrea della Valle
Angelotti, excónsul de la República de Roma, huye de la prisión y se refugia en la iglesia Sant'Andrea della Valle, donde se encuentra el panteón familiar. De acuerdo a un mensaje que le enviara su hermana, la marquesa Attavanti, allí encontraría ropas para disfrazarse y huir de Roma. Angelotti entra a la capilla y se esconde en ella. Aparece el Sacristán creyendo que alguien ha entrado pero solamente encuentra un cesto con comida del pintor Mario Cavaradossi.
Aparece el pintor para continuar con su trabajo, un cuadro con la imagen de María Magdalena en el que el Sacristán reconoce a una dama que había visto rezando en la iglesia. Sin embargo, el pintor solo piensa en Floria Tosca, su amada -actriz y cantante-, cuestión expresada en el aria Recondita armonia.
Angelotti abandona su escondite creyéndose solo, y se encuentra con Cavaradossi quien está decidido a ayudarle a escapar. Se escucha la voz de Tosca que se acerca, y el pintor le ofrece comida a su amigo, quien se esconde nuevamente. Al llegar Tosca, está convencida de haber escuchado voces y le monta a su amante una escena de celos, que se agrava al notar el parecido de la Magdalena del cuadro con la marquesa Attavanti. Finalmente, acepta las explicaciones de Cavaradossi y se marcha.
Aparece nuevamente Angelotti y Cavaradossi le ofrece como refugio su casa de campo hasta abandonar el país. El ruido de un cañón proveniente del castillo de Sant'Angelo da cuenta de que se ha descubierto la fuga de Angelotti, y Cavaradossi decide acompañar personalmente a Angelotti a su casa.
El Sacristán entra jubiloso para comunicarle a Cavaradossi la noticia de que Napoleón Bonaparte había sido derrotado. Pero su alegría se interrumpe al llegar Scarpia, el jefe de policía de Roma, para registrar la capilla de los Attavanti, y encuentran un abanico con el escudo de armas de la familia Attavanti. Scarpia concluye que Angelotti ha sido ayudado a fugarse.
Reaparece Tosca buscando a Cavaradossi, y Scarpia sugiere que su amante se ha ido con la dama del cuadro. En un nuevo arranque de celos, Tosca decide ir a la casa de campo a sorprenderlos. Scarpia ordena a Spoletta que la siga y busque allá a Angelotti. Sin embargo, Scarpia confiesa que su intención no es solamente capturar al fugitivo sino también seducir a Tosca. Comienza el Te Deum y todos se unen en la plegaria de acción de gracias.

### Acto II - Palacio Farnese. Oficinas de Scarpia
Desde su oficina en el Palacio Farnese, Scarpia medita sobre sus deseos amorosos y la búsqueda de Angelotti. Se oyen los ecos de la fiesta en honor a la derrota de Napoleón, y Scarpia da la orden de que Tosca sea conducida ante él una vez que finalice su actuación. Spoletta, preso del miedo, le informa que cuando siguieron a Tosca no encontraron a Angelotti, pero que llevan arrestado a Cavaradossi. 
Scarpia interroga a Cavaradossi, pero al no obtener resultados ordena que sea torturado hasta que confiese. En medio de la tortura llega Tosca, y horrorizada ante los gritos de su amante confiesa el lugar donde se oculta Angelotti.
Cavaradossi, iracundo acusa a Tosca de traidora, pero llega Sciarrone para informar a Scarpia de que Napoleón había triunfado sobre el ejército austriaco en la batalla de Marengo. Cavaradossi exclama con júbilo su esperanza en el fin de la tiranía y Scarpia responde ordenando que el prisionero sea ejecutado.
Tosca y Scarpia quedan solos, y el jefe de policía le ofrece salvar la vida de Cavaradossi si ella se entrega a sus deseos. Tosca no sabe cómo huir y en medio del acoso y la agresión eleva una plegaria cuestionando el porqué de su cruel destino (Vissi d'arte). Llega Spoletta a informar que a su llegada, Angelotti se suicidó. Finalmente Tosca se ve obligada a ceder a los deseos de Scarpia, no sin antes exigir un salvoconducto para que ambos amantes puedan huir de la ciudad. Scarpia acepta y finge dar órdenes a Spoletta para simular la ejecución de Cavaradossi, y de esa forma mantener las apariencias y evitar sospechas respecto del acuerdo con Tosca.
Spoletta comprende las órdenes de Scarpia y se retira. Impaciente, Scarpia se acerca a su víctima, y Tosca, que toma un cuchillo de la mesa, lo apuñala en el pecho, toma el salvoconducto y escapa, después de acercar dos candelabros junto al cuerpo de su enemigo y colocar en su pecho un crucifijo.

### Acto III - Terraza superior del castillo de Sant'Angelo
Mientras amanece se oyen las campanadas de las iglesias de Roma y el canto de un pastor. Un soldado trae a Cavaradossi, y el carcelero mira los papeles buscando el nombre del reo y le anuncia que solo le queda una hora de vida. A cambio de un anillo obtiene permiso de escribir unas líneas a su amada. Entra Tosca y se precipita hacia Cavaradossi, le muestra el salvoconducto y le relata lo sucedido. Le pide que actúe con naturalidad cuando simulen la ejecución. El pelotón se alista para el fusilamiento, dispara contra el reo, y Mario cae. Al retirarse los soldados, Tosca se acerca a su amante y lo llama para que escapen, pero Mario está muerto.
Comienzan a oírse voces que se acercan en búsqueda de Tosca ya que ha sido encontrado el cuerpo de Scarpia, y Spoletta aparece junto a Sciarrone para detener a Tosca. Tosca, desesperada, sube rápidamente a la muralla del castillo, y se lanza al vacío.

## Análisis de la obra
Tosca es un gran melodrama trágico, con un trasfondo histórico y político particular que sirve de pretexto para el desenlace de la acción. Los caracteres de los personajes están hábilmente delineados psicológicamente.
Es una historia de engaños y dudas. Nada parece honesto y directo; incluso el amor es perturbado por los celos. La tortura de Cavaradossi fuerza a Tosca a confesar, no a él mismo. Scarpia, el hombre más temido de Roma, es asesinado por una mujer dulce e inocente. Hasta los personajes secundarios como el sacristán y los guardias también actúan en forma deshonesta. El uso inadecuado de los objetos y las situaciones se utilizan sistemáticamente para crear una atmósfera asfixiante de duda y sospecha. Incluso algo tan definitivo como la ejecución de Mario resulta una "falsa simulación".
La obra comienza con la huida de la prisión de Angelotti, procónsul de la República de Roma, preso en el Castillo de Sant'Angelo tras la caída de la República. Si bien es un personaje secundario, es el disparador de toda la trama.
El Barón Scarpia es el jefe de policía de Roma. Personaje siniestro y sádico, no va a dudar en hacer uso de su poder para su provecho personal y satisfacer su deseo.
Mario Cavaradossi es un pintor, amigo de Angelotti y amante de Tosca. Si bien no tiene una participación política activa, simpatiza con las ideas liberales. Cavaradossi es el instrumento de Scarpia para cumplir su doble objetivo de apresar a Angelotti y poseer a Tosca.
Tosca es una mujer cuya vida transcurre entre el arte y su amante Mario. Es sofisticada, con cierto aire de frivolidad y totalmente ajena a los acontecimientos políticos. Uno de los aspectos centrales de esta obra es la evolución que va sufriendo este personaje frágil, que envuelto en situaciones extremas jamás imaginadas alcanza el carácter de una verdadera heroína trágica.

## Música
La ópera comienza, sin preludio ni obertura, con el tema del Barón Scarpia, tres siniestros acordes que suenan al unísono en los metales, y que expresan la naturaleza diabólica de este personaje. Seguidamente, se escucha el tema de Angelotti, un motivo sincopado de gran dinamismo que describe su condición de fugitivo, y contrasta con el tema anterior. La sucesión de estos dos temas al comienzo de la obra señalan musicalmente las fuerzas antagónicas que serán el punto de partida de la acción dramática.
Siguiendo la técnica del leitmotiv, muy utilizada por Puccini en esta ópera, ambos temas aparecerán, con diversas transformaciones, a lo largo de los actos primero y segundo, para subrayar distintos aspectos de la trama, y generar significados que permiten al espectador comprender los sentimientos y pensamientos de los personajes más allá de las palabras. Por ejemplo, cuando Tosca le insiste a Mario Cavaradossi que se encuentren a la noche en su casa de campo, la orquesta ejecuta el tema de Angelotti, indicando al oyente que Mario no puede acceder al pedido de Tosca ya que debe ayudar a su amigo.
La aparición del sacristán introduce un tema jocoso que relaja momentáneamente la densidad de la situación. Las bromas del Sacristán con Mario conducen al aria Recondita armonia, una romanza en la que Mario compara a su amante Tosca con la mujer cuyo retrato está pintando. Aria de gran intensidad vocal, por momentos se ve enriquecida por la contramelodía del Sacristán.
La aparición de Tosca es acompañada por un tema que la caracteriza, de gran lirismo.
Una de las escenas centrales de este acto es el extenso dúo entre el pintor y su amada Tosca. Esta escena atraviesa distintos climas, desde el suave y tierno tresillo instrumental con el que comienza, la descripción de Tosca de una existencia idílica junto a Mario en una casa en el bosque, su arranque de celos al ver la imagen de una mujer en el cuadro que pinta Mario, y el clímax final donde sus voces se funden extasiadas al unísono.
Con el arribo de Scarpia la orquesta se vuelve más profunda y oscura, culminando la escena final en el brillante Te Deum.
En esta escena, que como todo el primer acto transcurre en la iglesia, se desarrollan los preparativos del Te Deum mientras Scarpia expresa, a través de un discurso sensual y lascivo, su intención de someter a Tosca. Puccini muestra su habilidad para generar una situación teatral de gran impacto, combinando dos elementos fuertemente contrapuestos, como son la lujuria de Scarpia con la espiritualidad de la iglesia, y llevando la escena al clímax a través de la fusión de ambos.
La mayor parte del segundo acto gira alrededor de la confrontación dramática entre Scarpia y Tosca. Se trata de un desarrollo sumamente violento, que incluye la escena de tortura de Mario, la extorsión de Tosca y culmina con el asesinato de Scarpia. Abunda el estilo conversacional, especialmente durante la escena de tortura, lo que acentúa el realismo de la acción dramática. En el medio de esta violencia, la acción se detiene por un momento, y Tosca canta el célebre aria Vissi d´arte, donde se desarrolla el tema de Tosca ya presentado en el primer acto. En esta aria, Tosca expresa su desconcierto respecto del momento que está viviendo, sin comprender los motivos por los cuales el destino la llevó a esa situación extrema.
El acto tercero comienza con una introducción orquestal, que describe los alrededores de Roma. El canto del pequeño pastor es precedido de una introducción que termina con la repetición en el registro grave de la orquesta de los tres acordes del motivo de Scarpia, un sutil presagio de que la participación de Scarpia en el drama aún no ha terminado.
Antes de que pasen a buscarlo para su inminente ejecución, Mario entona el aria E lucevan le stelle, sin duda una de las páginas más célebres de toda la historia de la ópera. En ella Mario evoca los dulces momentos vividos con Tosca, pero culmina expresando angustiosamente su amor por la vida, sabiendo que está próximo a morir. El motivo central del aria, que ya había sido presentado al comienzo del tercer acto, se escucha en el violento final de la ópera, luego del trágico suicidio de Tosca.

## Intérpretes

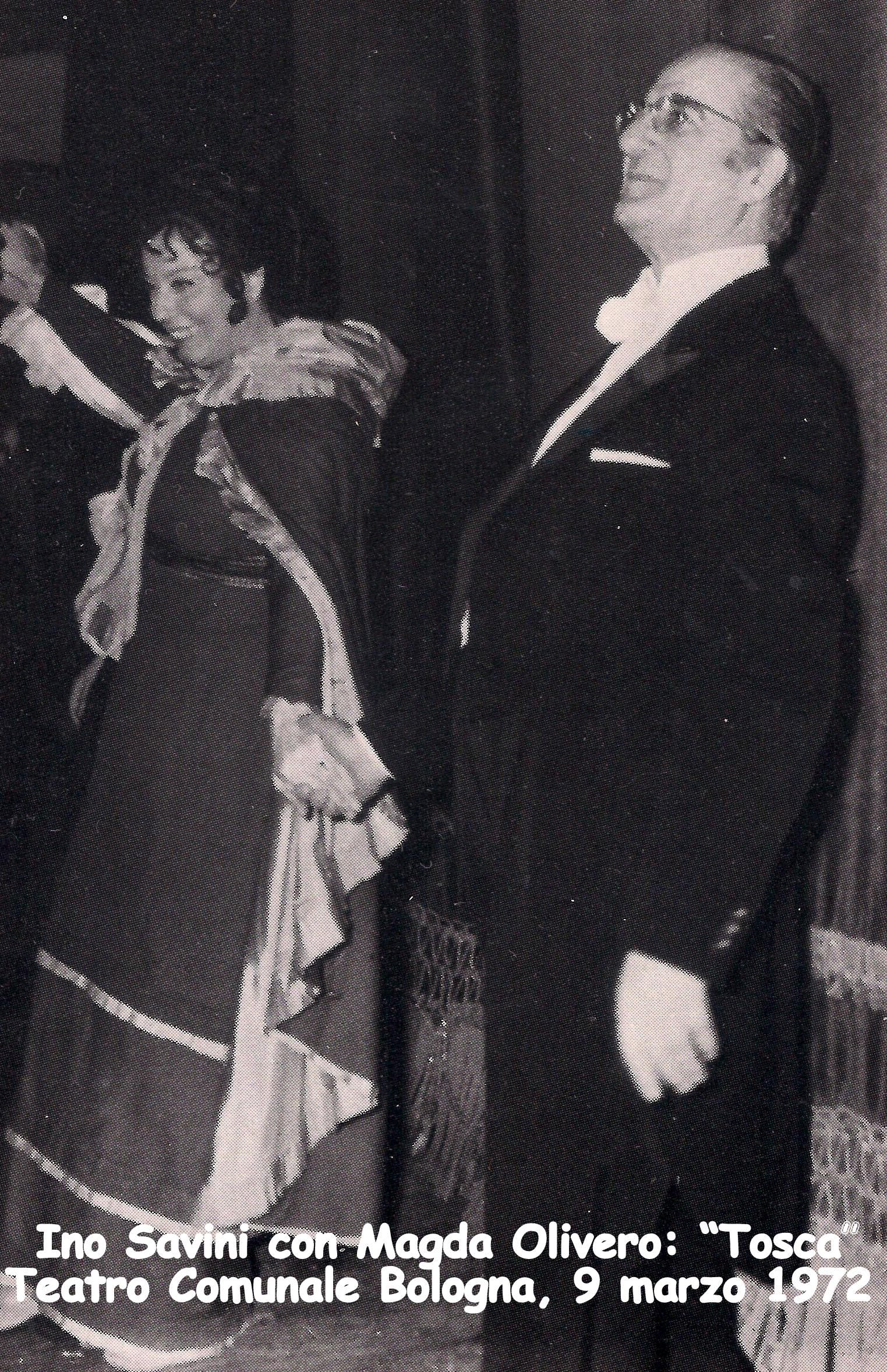
Ino Savini con Magda Olivero, en un representación de Tosca, Bolonia, 1972.

El personaje de Tosca es uno de los papeles favoritos de las sopranos líricas y spintos,es la encarnación de la diva per se. El rol del tenor tiene las dos mejores arias y el barítono debe tener notables cualidades histriónicas. Es un terceto de gran atracción escénica.
Las más famosas Toscas han sido: Hariclea Darclée, (creadora del rol en 1900), Emma Calvé, Gina Cigna, Eva Turner, Maria Jeritza, Claudia Muzio, Maria Caniglia y en la posguerra Maria Callas (la intérprete con la que más se asocia el rol en la segunda mitad del siglo XX), Anna Moffo, Renata Tebaldi, Magda Olivero, Régine Crespin, Leonie Rysanek, Montserrat Caballé, Leontyne Price, Renata Scotto, Birgit Nilsson, Galina Vishnévskaya, Eva Marton, Maria Guleghina y Karita Mattila.
Los más famosos Cavaradossis fueron Giuseppe di Stefano,Pedro Lavirgen, Mario del Monaco, Miguel Fleta, Beniamino Gigli, Jaume Aragall, Franco Corelli, Carlo Bergonzi, José Carreras, Plácido Domingo y Luciano Pavarotti.
El más célebre Scarpia fue Tito Gobbi y también se destacaron George London, Sherrill Milnes, Renato Bruson, James Morris, Cornell MacNeil, Bryn Terfel, etc.

## Discografía
Tosca ha sido una de las óperas más grabadas frecuentemente, remontándose a una primera grabación acústica en el año 1918.

## Audio
| Año  | Elenco (Tosca, Cavaradossi, Scarpia)                     | Director, Teatro de ópera y orquesta                                                                                | Sello discográfico                                                 |
| ---- | -------------------------------------------------------- | --- | ------------------------------------------------------------------ |
| 1938 | Maria Caniglia, Beniamino Gigli, Armando Borgioli        | Oliviero De Fabritiis, Orquesta y coro del Teatro de la Ópera de Roma                                               | (Grabado por HMV) Audio CD: Arkadia Cat: 78025                     |
| 1953 | Maria Callas, Giuseppe di Stefano, Tito Gobbi            | Victor de Sabata, Coro y orquesta de La Scala                                                                       | Audio CD: EMI Classics Cat: 562890                                 |
| 1957 | Zinka Milanov, Jussi Björling, Leonard Warren            | Erich Leinsdorf, Orquesta y coro del Teatro de la Ópera de Roma                                                     | Audio CD: RCA Cat: 63305                                           |
| 1957 | Antonietta Stella, Gianni Poggi, Giuseppe Taddei         | Tullio Serafin, Coro y orquesta del Teatro de San Carlos, Nápoles                                                   | (Grabado por Philips) Audio CD: Live Opera Heaven Ltd. Cat: C 1371 |
| 1959 | Renata Tebaldi, Mario del Monaco, George London          | Francesco Molinari-Pradelli, Coro y orquesta de la Academia de Santa Cecilia                                        | Audio CD: Decca Cat: 1064502                                       |
| 1962 | Leontyne Price, Giuseppe di Stefano, Giuseppe Taddei     | Herbert von Karajan, Orquesta Filarmónica de Viena, Coro de la Ópera Estatal de Viena                               | (Grabado por Decca para RCA) Audio CD:Decca Cat: 639002            |
| 1964 | Maria Callas, Carlo Bergonzi, Tito Gobbi,                | Georges Prêtre, Orquesta del Conservatorio de París, Coro de Ópera de París                                         | Audio CD: EMI Classics Cat: 66444                                  |
| 1966 | Birgit Nilsson, Franco Corelli, Dietrich Fischer-Dieskau | Lorin Maazel, Coro y orquesta de la Academia de Santa Cecilia                                                       | Audio CD: Decca Cat: 460753                                        |
| 1972 | Leontyne Price, Plácido Domingo, Sherrill Milnes         | Zubin Mehta, Orquesta New Philharmonia, coro John Alldis, coro de niños de la Wandsworth School                     | Audio CD: RCA Cat: 70783                                           |
| 1976 | Galina Vishnevskaya, Franco Bonisolli, Matteo Manuguerra | Mstislav Rostropovich, Orquesta Nacional de Francia, Coro de la Radio Nacional de Francia                           | Audio CD: Deutsche Grammophon Cat: 458402                          |
| 1976 | Montserrat Caballé, José Carreras, Ingvar Wixell         | Colin Davis, Coro y orquesta de la Royal Opera House                                                                | Audio CD: Philips Records Cat: 438359                              |
| 1978 | Mirella Freni, Luciano Pavarotti, Sherrill Milnes        | Nicola Rescigno, Orquesta Filarmónica Nacional, Coro de Ópera de Londres, coro de niños de la Wandsworth School     | Audio CD: Decca Cat: 414036                                        |
| 1979 | Katia Ricciarelli, José Carreras, Ruggero Raimondi       | Herbert von Karajan, Orquesta Filarmónica de Berlín, Coro de la Ópera Estatal de Berlín, Schoneberger Sangerknaben  | Audio CD: Deutsche Grammophon Cat: 4138152                         |
| 1980 | Renata Scotto, Plácido Domingo, Renato Bruson            | James Levine, Orquesta Philharmonia, Coro de ópera Ambrosiano, coro de la St. Clement Danes School                  | Audio CD: EMI Classics Cat: 66504                                  |
| 1988 | Eva Marton, José Carreras, Juan Pons                     | Michael Tilson Thomas, Orquesta Estatal de Hungría, Coro de la radiotelevisión estatal de Hungría                   | Audio CD: Sony Cat: 091175                                         |
| 1990 | Kiri Te Kanawa, Giacomo Aragall, Leo Nucci               | Georg Solti, Orquesta Filarmónica Nacional, coro de la Ópera Nacional Galesa, coro de niños de la Royal Opera House | Audio CD: Decca Cat: 414597                                        |
| 1990 | Mirella Freni, Plácido Domingo, Samuel Ramey             | Giuseppe Sinopoli, Orquesta Philharmonia, coro de la Royal Opera House                                              | Audio CD: Deutsche Grammophon Cat: 431775                          |
| 2000 | Angela Gheorghiu, Roberto Alagna, Ruggero Raimondi       | Antonio Pappano, Coro y orquesta de la Royal Opera House, coro de niños de la Tiffin School                         | Audio CD: EMI Classics Cat: 57173                                  |

## Vídeo
| Año  | Elenco (Tosca, Cavaradossi, Scarpia)                   | Director, Teatro de ópera y orquesta | Sello                                                           |
| ---- | ------------------------------------------------------ | --- | --------------------------------------------------------------- |
| 1964 | Maria Callas, Renato Cioni, Tito Gobbi                 | Carlo Felice Cillario, Coro y orquesta de la Royal Opera House (Grabación en vídeo de una retransmisión televisiva del Acto II en Covent Garden, 9 de febrero de 1964) | DVD: EMI Classics Cat: DVA 4 92851 9                            |
| 1976 | Raina Kabaivanska, Plácido Domingo, Sherrill Milnes    | Bruno Bartoletti, Orquesta New Philharmonia Coro Ambrosiano (Película - dirigida por Gianfranco De Bosio)                                                              | DVD: Deutsche Grammophon Cat: 00440 073 4038                    |
| 1985 | Hildegard Behrens, Plácido Domingo, Cornell MacNeil    | Giuseppe Sinopoli, Coro y orquesta de la Metropolitan Opera | DVD: Deutsche Grammophon Cat: 00440 073 4100                    |
| 1992 | Catherine Malfitano, Plácido Domingo, Ruggero Raimondi | Zubin Mehta, Orquesta Sinfónica de la RAI y Coro de Roma (Película - dirigida por Brian Large / Giuseppe Patroni Griffi)                                               | VHS: Teldec Video Kultur Video Cat: 6302779715; DVD: Cat: D4524 |
| 1998 | Catherine Malfitano, Richard Margison, Bryn Terfel     | Riccardo Chailly, Ópera De Nederlandse Orquesta Royal Concertgebouw y coro de la Ópera De Nederlandse (Película - dirigida por Misjel Vermeiren)                       | DVD: Decca Cat: 074 3201                                        |
| 2001 | Angela Gheorghiu, Roberto Alagna, Ruggero Raimondi     | Antonio Pappano, Coro y orquesta de la Royal Opera House (Película - dirigida por Benoît Jacquot)                                                                      | DVD: EMI Classics Cat: 7243 5 57173 2 0                         |
| 2004 | Daniela Dessi, Fabio Armiliato, Ruggero Raimondi       | Maurizio Benini, Coro y orquesta del Teatro Real (Película - dirigida por Nuria Espert)                                                                                | DVD: Opus Arte Cat: 901                                         |
| 2006 | Fiorenza Cedolins, Marcelo Álvarez, Ruggero Raimondi   | Daniel Oren, Orquesta y coro de la Arena de Verona (Director de escena: Hugo de Ana)                                                                                   | BD: TDK Cat: DVBD-OPTOV (Director de vídeo: Loreena Kaufmann)   |

## Películas
Brian Large dirigió en 1992 una versión en película de la ópera con Plácido Domingo en el papel de Mario Cavaradossi.
Benoît Jacquot dirigió en 2001 una versión en película de la ópera.

## Curiosidades
- La película El Beso de Tosca de Daniel Schmid documenta la vida de los cantantes jubilados en la Casa Verdi de Milán.
- El documental Tosca: I live for Art muestra a célebres Toscas (Cigna, Welitsch, Turner, Milanov, Tebaldi, Rysanek, Kirsten, Albanese, Crespin, Bumbry, Vishnevskaya, Nilsson, Olivero, Te Kanawa) y su concepción del personaje entrevistas por el barítono Robert Merrill.
- En la película Quantum of Solace de la serie de películas de James Bond, hay una escena clave de la misma que se desarrolla tras bastidores del Bregenz Open Air Theatre en Austria. Se ve la parte en que se hace la falsa simulación de la ejecución.[13]